# Enrico Motta
Enrico Motta (Lissone, 18 giugno 1928) è un ex calciatore italiano, di ruolo attaccante.

## Carriera
Di ruolo ala, ha giocato in Serie A con le maglie di Torino, Legnano e L.R. Vicenza.

## Palmarès

### Club

#### Competizioni nazionali
- Campionato italiano di Serie B: 1

L.R. Vicenza: 1954-1955

#### Individuale
- Capocannoniere della Serie B: 1

1954-1955 (14 gol)